# (2370) ван Алтена
(2370) ван Алтена (нидерл. van Altena) — типичный астероид главного пояса, который был открыт 10 июня 1965 года американским астрономом Арнольдом Клемолой в обсерватории астрономического комплекса Эль-Леонсито и назван в честь американского астронома голландского происхождения Уильяма Фостера ван Алтена (англ. William Foster van Altena).

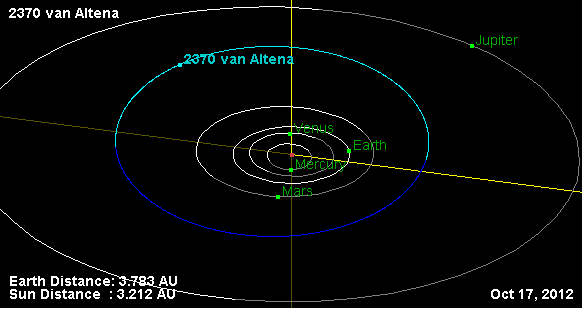
Орбита астероида ван Алтена и его положение в Солнечной системе